# ابوالمؤید بلخی
ابوالمؤید بلخی شاعر و نویسنده ایرانی سدهٔ ۴ ق در بلخ و دوران سامانیان است. اثر اصلی او شاهنامه بزرگ مؤیدی است (به نثر) که شاهنامهٔ بزرگ، شاهنامهٔ مؤیدی و شاهنامهٔ بوالمؤید نیز خوانده می‌شود. تقریباً تمام آثار وی از میان رفته‌است و اطلاع چندانی پیرامون زندگی وی در دست نیست. تاریخ سیستان اثری به نام کتاب گرشاسپ (گرشاسپنامه) از وی نام می‌برد که احتمالاً جزئی از شاهنامهٔ او بوده‌است. همچنین است اخبار نریمان.
وی نخستین کسی است که داستان یوسف و زلیخا را به نظم کشید. اگرچه از اشعار این منظومهٔ او چیزی باقی نمانده، در مقدمه آن چنین آمده‌است:
| دو شاعر که این قصه را گفته‌اند |  | به هر جای معروف و ننهفته‌اند |
| یکی بوالمؤید که از بلخ بود    |  | به دانش همی خویشتن را ستود  |
| نخست او بدین در سخن بافته‌ست   |  | بگفته‌ست چون بانگ دریافته‌ست  |

شاهنامهٔ وی کتابی در شرح تاریخ و داستان‌های ایران تاریخی (که بسیار فراتر از مرزهای امروزی ایران است) و شامل بسیاری از روایات و داستان‌های ایرانیان از پهلوانان و پادشاهان است که بعداً در دیگر آثار حماسی، از جمله شاهنامه فردوسی، از آنان سخن گفته شد. قدیم‌ترین کتابی که از این اثر نام برده تاریخ بلعمی است که خود به تاریخ ۳۵۲ ق نوشته شده‌است.
عجائب‌البلدان اثر دیگر اوست که در قرن چهارم و اوایل قرن پنجم مشهور بوده و در تاریخ سیستان نیز چند بار از آن یاد شده‌است.